# Bartolomeo Bianco

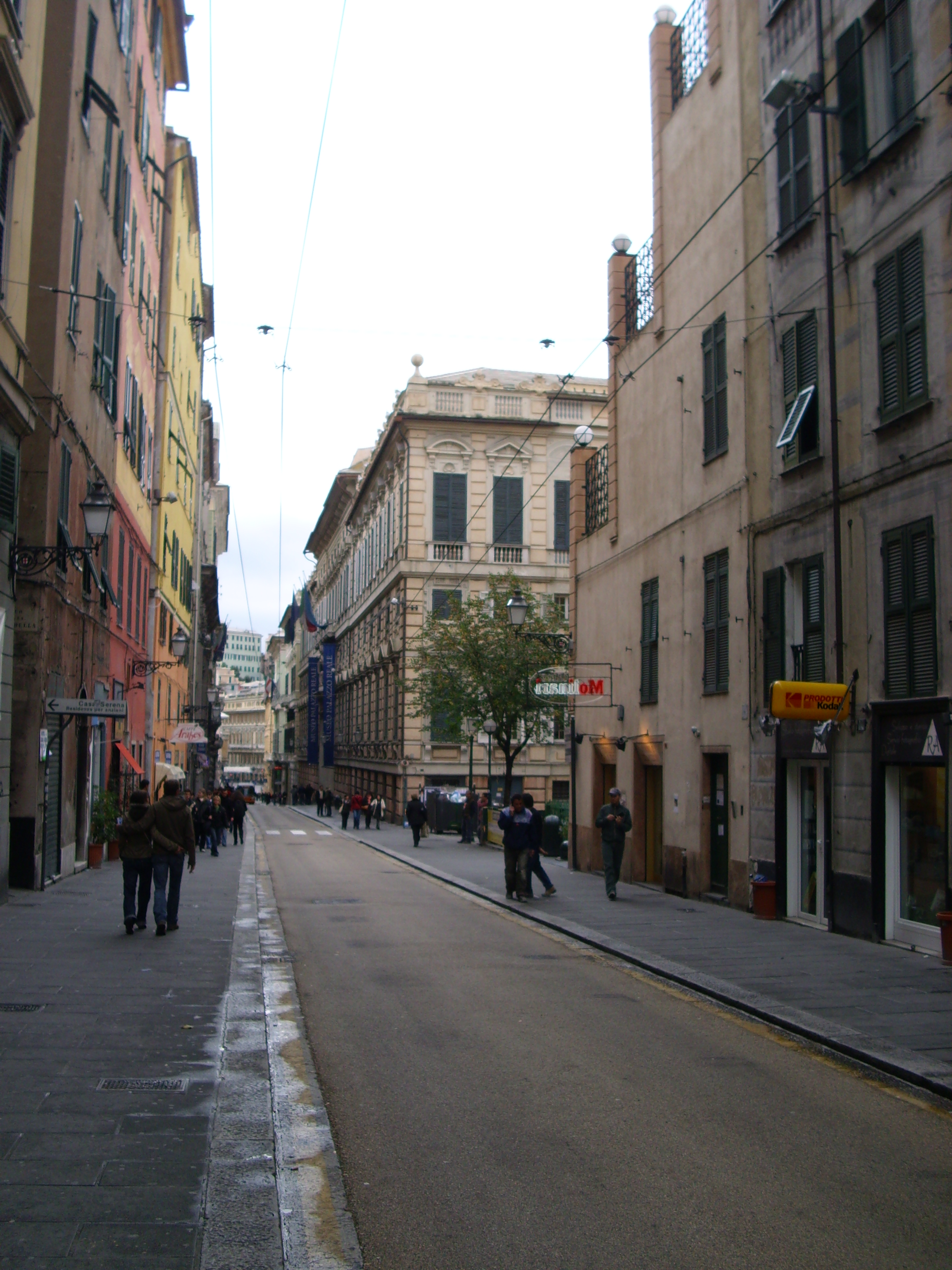
Widok na Pałac Balbi

Bartolomeo Bianco lub Bartolomeo Bianchi (ur. przed 1590 lub 1604 w Como, zm. 29 czerwca 1656 lub 1657, w Genui) – włoski architekt działający w Genui, tworzący w nurcie wczesnego baroku, budowniczy pałaców.
Do jego najwybitniejszych dzieł zalicza się m.in.:
- Pałac Balbi,
- Pałac Pallavicini,
- Kolegium Jezuitów (obecnie Uniwersytet Genueński).

Zmarł podczas wielkiej zarazy dżumy (1656-1657), podczas której zmarła połowa mieszkańców miasta.